# Crusaders
Canterbury Crusaders, oftast bara kallade Crusaders och av sponsoravtalsskäl numera BNZ Crusaders är ett rugby union-lag från Christchurch, Nya Zeeland. Klubben är den mest framgångsrika hittills i Super Rugby med 8 titlar, den senaste 2017.
Som klubbens namn antyder har man antagit ett riddartema då man inför varje hemmamatch har utklädda riddare till häst galoppera runt AMI Stadium och låten Conquest of Paradise av Vangelis spelas i högtalarna på arenan.
Crusaders är världens mest framgångsrika icke nationella professionella klubblag i rugby.
Hemmaställen är röda och svarta.

## Kända spelare
Kända spelare som representerat klubben är framförallt Richie McCaw, Dan Carter och nuvarande lagkaptenen för All Blacks Kieran Read.
Andra välkända spelare i klubben är bland annat Sam Whitelock, Ryan Crotty, Israel Dagg, Joe Moody och Wyatt Crockett.